# Walter Tanau
Walter Tanau (* 16. November 1911 in Lyck (Ostpreußen); † 19. Oktober 1971 in Kelheim) war ein Maler, Graphiker und Bildhauer.

## Leben
Walter Tanau beendete um 1926 die Schule und arbeitete danach bis 1929 als Zeichner im Vermessungsamt in Gumbinnen. 1929 traf er Otto Mueller in Breslau, dem er seine Arbeiten vorlegte. Mueller fand Gefallen an Tanaus Arbeiten und Tanau erhielt eine Einladung zur Teilnahme am Sommerseminar in Breslau sowie die Zusage zur Aufnahme als Student der Kunstakademie. Dort besuchte er als Gasthörer Muellers Vorlesungen und begann mit Aktmalerei. Von 1932 bis 1935 studierte er an der Hochschule für Bildende Künste Dresden bei Max Feldbauer, Richard Müller, Hans Hanner, Ferdinand Dorsch und Professor Dietrich. Während des Studiums arbeitete er nebenbei als Kulissenmaler an der Semperoper. Nach dem Studium ging Tanau zurück zum Katasteramt nach Gumbinnen.
1937 wurde er zur Wehrmacht einberufen, mit der er 1939 am Überfall auf Polen und 1941 am Russlandfeldzug teilnahm. Während letzterem wurde er schwer verwundet nach Straubing gebracht. Dort lernte er im Lazarett seine Frau Elisabeth kennen.
Von 1941 bis etwa 1945 arbeitete Tanau in Hamburg als Dolmetscher für Russisch, Englisch und Französisch. 1945 kehrte er nach Kelheim, dem Herkunftsort seiner Frau, den er zuvor schon mit ihr besucht hatte, zurück. Dort bemalte er Holzteller, fertigte seine ersten Schnitzarbeiten und malte Bilder der Stadt. Er erhielt seine ersten Aufträge; die Fertigung eines Freskos für einen Gutsbesitzer und die Bemalung einer Scheune.
Nach Ende des Zweiten Weltkriegs bildete er sich autodidaktisch weiter und kopierte zu Studienzwecken Werke von Rubens, Renoir und Monet.
In den 1950er Jahren entwickelte er seinen eigenen Stil und erhielt diverse öffentliche Aufträge der Stadt Kelheim, so die Restaurierung des Kraus-Denkmals, und des Mittertor-Freskos. Während der 1960er Jahre verkaufte er erste Bilder. Darunter das „Aquarell Donautal“ und zahlreiche Bilder mit Kelheim-Motiven an den Kelheimer Bauunternehmer Ziegler. Am 19. November 1971 starb Walter Tanau in Kelheim.

## Museen
- Ostpreußisches Landesmuseum, Lüneburg: 1 Gemälde „Stadtansicht von Lyck“

## Auktionen
- 5. Dezember 2004, eBay, ein Gemälde
- 16. Dezember 2004, Dorotheum (Wien), „Kunst des 20. Jahrhunderts“, ein Gemälde
- 21. September 2005, eBay, ein Gemälde
- 3./4. November 2005, Ruef Kunstauktionen (München), „Gemälde der Moderne“, ein Gemälde